# 7105 Yousyozan
7105 Yousyozan (1977 DB1) là một tiểu hành tinh vành đai chính được phát hiện ngày 18 tháng 2 năm 1977 bởi H. Kosai và K. Hurukawa ở Đài thiên văn Kiso.